# Sankie Mthembi-Mahanyele
Sankie Dolly Mthembi-Mahanyele (Sophiatown, 23 de marzo de 1951), anteriormente conocida como Sankie Mthembi-Nkondo o Sankie Nkondo, es una política, diplomática y ex activista contra el apartheid sudafricano. Fue Ministra de Vivienda de 1995 a 2003 y Secretaria General Adjunta del Congreso Nacional Africano (CNA) de 2002 a 2007.

## Biografía
Nació el 23 de marzo de 1951,en Sophiatown un suburbio de Johannesburgo.Se matriculó en la escuela secundaria Sekane-Ntoane en Soweto en 1970. En la Universidad del Norte consiguió en 1973 una diplomatura en enseñanza y en 1976 logró su Bachiller universitario en letras.En 1978 realizó un posgrado en la School of Solidarity y en 1982 otro posgrado en la Universidad Zambia.

### Exilio
Se exilió en el extranjero con el Congreso Nacional Africano (CNA), que entonces tenía su sede en Lusaka, Zambia. De 1979 a 1993 fue periodista de Radio Freedom.Trabajó con Thabo Mbeki en el departamento de asuntos internacionales del CNA. Durante este período (y posteriormente), escribió literatura bajo el seudónimo de Rebecca Matlou.

### Trayectoria política
Tras el fin del apartheid en 1994, fue nombrada viceministra de Bienestar Social del gobierno sudafricano, bajo el presidente Nelson Mandela. Se presentó a las elecciones como vicesecretaria general del CNA en la 49ª Conferencia Nacional del CNA en diciembre de 1994, pero –aunque se creía que contaba con el apoyo de Mandela, Mbeki y Jacob Zuma– perdió ante la candidata Cheryl Carolus, del partido más izquierdista.
Tras la muerte de Joe Slovo, fue Ministra de Vivienda desde 1995 hasta 2003, bajo el gobierno de Mandela y de su sucesor, Mbeki. En 2003 ganó un premio de Naciones Unidas Hábitat por su labor en la cartera de vivienda.
La dimisión de Mthembi-Mahanyele del gabinete se produjo tras su elección como vicesecretaria general del CNA en la 51ª Conferencia Nacional del partido en diciembre de 2002. Ocupó ese cargo hasta la 52ª Conferencia Nacional en diciembre de 2007, cuando no se presentó a la reelección. En años posteriores, fue presidenta del Fondo Central de Energía de Sudáfrica desde febrero de 2012 hasta su renuncia en 2015. Fue embajadora de Sudáfrica en Suiza desde 2018 hasta 2022,cuando fue nombrada embajadora en España.

## Vida personal
Durante el exilio estuvo casada con Zinjiva Winston Nkondo y era conocida como Sankie Mthembi-Nkondo.En 1996, se casó con Mohale Mahanyele, con quien tuvo una hija.